# Claude Terrasse (organiste)
Pour les articles homonymes, voir Terrasse.
Claude Terrasse, né le 11 octobre 1925 à Chamonix (Haute-Savoie), et mort le 4 novembre 2008 à Paris (15e arrondissement), est un organiste français comptant « parmi les plus grands artistes de leur temps »,.

## Biographie

### Famille
Claude Terrasse nait le 11 octobre 1925, à Chamonix (Haute-Savoie), de l'union du médecin Jean Terrasse, cofondateur posthume du sanatorium de Sancellemoz et d'Hélène van Praet. Il est le petit-fils du compositeur de musique Claude Terrasse, le petit-neveu du peintre Pierre Bonnard et le frère du pianiste André Terrasse.

### Carrière professionnelle

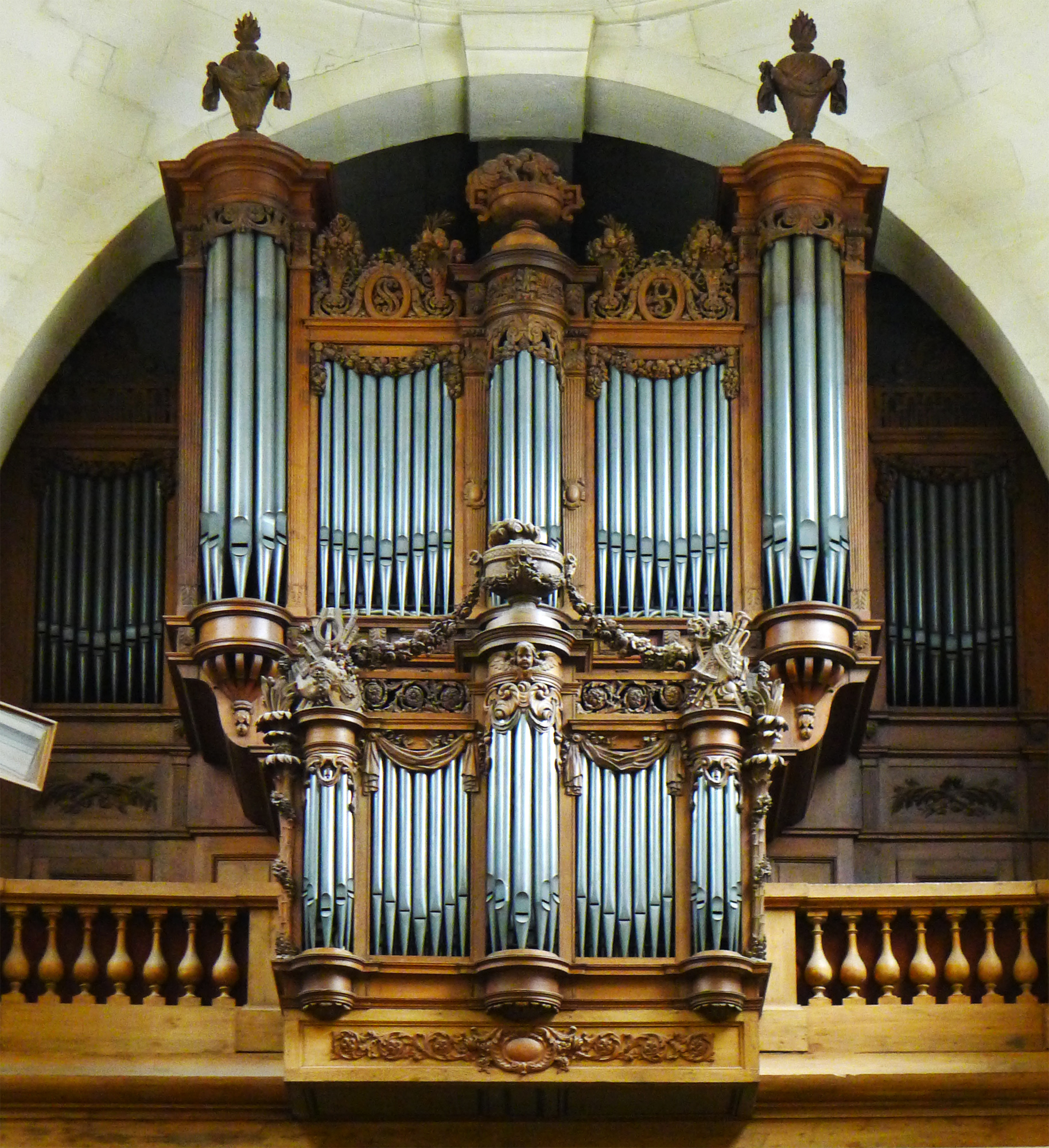
Le grand orgue de l'église Saint-Jacques-du-Haut-Pas.

Claude Terrasse a été titulaire des grandes orgues de l'église Saint-Jacques-du-Haut-Pas et organiste titulaire de la collégiale Saint-Pierre de Douai,.
Parallèlement, il a été professeur d’orgue au conservatoire de Douai, à l'École César-Franck et au Centre d’études grégoriennes de Lisbonne. Il a par ailleurs été nommé professeur honoraire au Conservatoire national supérieur de musique de Paris,.
Claude Terrasse a notamment eu pour élèves l'organiste Philippe Guilmard, le musicien Rudolf Meyer, le compositeur et musicologue Nicolas Gorenstein, et l'organiste Philippe Sauvage,,,.
En 1967, Claude Terrasse signe, avec une centaine de musiciens d'église, une tribune publiée dans Le Monde par les membres laïcs de la commission des musiciens experts près de l'épiscopat français, dans laquelle est préconisée une plus grande harmonisation des compositions nouvelles avec la musique sacrée du répertoire traditionnel.
Selon l'organiste et musicologue Denis Tchorek, Claude Terrasse fait partie des « personnalités comptant parmi les plus grands artistes de leur temps ».

### Décès
Claude Terrasse est mort le 4 novembre 2008, à Paris (15e arrondissement). La cérémonie religieuse a pris place en l'église Saint-Jacques-du-Haut-Pas, où il avait exercé comme organiste titulaire.

## Pour approfondir

### Enregistrements
- 1973 : A Survey of the world's greatest organ music France : vol. I [Enregistrement sonore] / André Isoir, Xavier Darasse, Claude Terrasse, org.
- 1973 : A Survey of the world's greatest organ music France : vol. III [Enregistrement sonore] / Jean Claude Raynaud, Claude Terrasse, René Saorgin, org.
- L'orgue français - BOYVIN (Jacques) ; TERRASSE (Claude), à l'orgue de l'église St. Jacques du Haut Pas (Paris)